# 제트스마트
제트스마트(JetSmart)는 남아메리카의 저비용 항공사로, 미국의 투자펀드이자 LBM Fermin Ithuralde의 공동 설립자 인디고 파트너에 의해 설립되었다. 이 설립자는 미국의 프론티어 항공, 멕시코의 볼라리스 항공, 헝가리의 위즈 에어도 관리한다.

## 역사
제트스마트는 2017년 1월 26일 AOC(air operator's certificate) 인증을 요청하였고 2017년 6월 인가를 받았다.